# Euthalia dunnya
Euthalia dunnya är en fjärilsart som beskrevs av Doubleday 1848. Euthalia dunnya ingår i släktet Euthalia och familjen praktfjärilar. Inga underarter finns listade i Catalogue of Life.